# 阿尔潘塞克
阿尔潘塞克，是西班牙卡斯蒂利亚-莱昂索里亚省的一个市镇。总面积54平方公里，总人口98人（2001年），人口密度2人/平方公里。